# Siostrzeniec czarodzieja
Siostrzeniec czarodzieja (tyt. oryg. The Magician’s Nephew) – powieść autorstwa C.S. Lewisa z cyklu „Opowieści z Narnii”. Pierwszy raz została wydana w 1955 roku. Chronologicznie jest pierwszą książką z cyklu, została jednak napisana jako ostatnia i wydana jako przedostatnia.

## Fabuła
Książka opisuje stworzenie Narnii przez Aslana, w czym uczestniczą Digory Kirke i Pola Plummer. Jest to pod względem chronologii pierwsza część „Narnii”. Dowiadujemy się, jak powstała. Jak w poprzednich częściach jest nawiązanie do Biblii (Stworzenie Narnii przez Aslana, możemy porównać do stworzenia Świata przez Boga).
W przedostatnim tomie pt. „Siostrzeniec czarodzieja” Pola Plummer i jej kolega Digory Kirke dzięki magicznym pierścieniom wuja Andrzeja zostają przeniesieni do „Lasu pomiędzy światami” skąd przechodzą do zrujnowanego kraju Charnu, gdzie Digory nieświadomie budzi do życia złą królową Jadis. Czarownica chce dostać się na Ziemię, aby ją zniszczyć. Potem po krótkiej wizycie na Ziemi razem z wujem Andrzejem, dorożkarzem i jego koniem trafiają do miejsca, w którym Aslan stwarza Narnię. Na końcu Digory wychodzi zwycięsko z próby dostarczenia Aslanowi owocu z zaczarowanej jabłoni, z którego wyrasta Drzewo chroniące Narnię.

## Rozdziały
1. Złe drzwi (The Bad Door)
2. Digory i jego wuj (Digory And His Uncle)
3. Las Między Światami (The Forest Between Worlds)
4. Dzwon i młotek (The Bell And The Hammer)
5. Żałosne Słowo (The Miserable Word)
6. Wuj Andrzej zaczyna mieć kłopoty (Uncle Andrew Begin Having Troubles)
7. Co się wydarzyło przed domem (What Happened In Front Of The House)
8. Walka pod latarnią (The Fight Near The Lantern)
9. Stworzenie Narnii (The Creation of Narnia)
10. Pierwszy żart i inne sprawy (The First Joke And Other Matters)
11. Digory i jego wuj mają kłopoty (Digory And His Uncle Have Troubles)
12. Przygoda Truskawka (The Strawberrer’s Adventure)
13. Nieoczekiwane spotkanie (The Unexpected Meeting)
14. Zasadzenie drzewa (The Planting Of The Tree)
15. Koniec tej historii i początek wszystkich innych (The End This Story And The Beginning Of All Others)